# Brukev
Brukev (Brassica) je rod asi 30 druhů rostlin z čeledi brukvovitých (Brassicaceae). Zástupci tohoto rodu jsou obecně známí – zahrnuje velké množství zemědělských rostlin, vyšlechtěných hybridů. Většina je jednoletých nebo dvouletých, ale některé jsou i malé keře. Do rodu patří i celá řada plevelů.
Rod je původní v západní Evropě, ve Středomoří a mírných podnebných pásech Asie. Zemědělské plodiny se pěstují po celém světě. Plevele rodu brukev rostou hlavně v Austrálii, Severní a Jižní Americe.
Téměř všechny orgány rostlin jsou u různých odrůd využívány.
- Kořen – vodnice a tuřín
- stonek – kedlubna
- list – zelí a růžičková kapusta
- květ – květák a brokolice (popř. kvěkolice či brokoták, zvaný romanesco), okrasné fialové odrůdy na ozdobu
- semeno – hořčice, řepka olejka

## Zajímavosti
- Mnoho housenek motýlů se živí na rostlinách z rodu brukev.
- Kvůli jejich zemědělské důležitosti jsou brukve předmětem výzkumu.
- Brukev obsahuje velké množství vitamínu C a vlákniny a mnoho protirakovinných látek: diindolylmetan, sulforafan a selen.

## Druhy
Existují spory o správném zařazení jednotlivých taxonů. Tento seznam klade důraz na hospodářsky významné druhy.
- B. carinata
- B. elongata – brukev prodloužená
- B. fruticulosa
- B. juncea – brukev sítinovitá
- B. napus – brukev řepka, kanola, tuřín
- B. narinosa
- B. nigra – brukev černá
- B. oleracea – zelí, brokolice, květák, kai-lan, růžičková kapusta, romanesco (česky květolice nebo brokoták)
- B. perviridis
- B. rapa – čínské zelí, vodnice, hořčice
- B. rupestris
- B. septiceps
- B. tournefortii